# Fliant
Fliant (en grec antic: Φλίας) va ser, segons la mitologia grega, un fill de Dionís i de Ctonofile, i, segons Apol·loni de Rodes, va ser un dels argonautes.
Pausànias dona també aquesta versió, però en dona una altra, i diu que Fliant era fill d'Aretírea, i que Ctonofile era la seva esposa, amb la que va tenir un fill anomenat Androdamant.
Fliant és considerat com l'epònim de la ciutat de Fliünt, al Peloponnès.